# Daily Mail
Daily Mail – brytyjska gazeta, wydawana w formacie tabloidu. Pierwsze wydanie ukazało się w 1896 roku. Od 1984 wydawana jest niedzielna edycja – „The Mail on Sunday”. W 2006 wydrukowano pierwszy egzemplarz irlandzkiej wersji gazety pt. „Irish Daily Mail”. Jedna z większych gazet w Wielkiej Brytanii.
W 2017 roku redaktorzy angielskojęzycznej Wikipedii uznali, że z powodu niskiej jakości prezentowanych artykułów, ani sama gazeta, ani jej wydanie internetowe, nie spełniają wymogów stawianych źródłom przez encyklopedię internetową i nie można ich uznać za wiarygodne.